# Collin Murray-Boyles
Collin Murray‑Boyles (Columbia, 10 de junho de 2005) é um jogador profissional de basquetebol que atua como ala/ala-pivô no Toronto Raptors da NBA. Foi selecionado como a nona escolha geral no Draft da NBA de 2025.

## Carreira universitária
Murray-Boyles jogou duas temporadas pelos South Carolina Gamecocks (2023–25). Em sua segunda temporada (2024–25), disputou 32 jogos (todos como titular), com médias de 16,8 pontos, 8,3 rebotes, 2,4 assistências, 1,5 roubos e 1,3 tocos por jogo, com aproveitamento de 8,6% FG, 26,5% 3P e 70,7% FT. Foi nomeado para o SEC All‑Freshman Team (2024) e o Second-team All‑SEC (2025).

## Draft da NBA
No dia 26 de junho de 2025, Murray‑Boyles foi selecionado como a 9ª escolha geral pelos Toronto Raptors no Draft da NBA de 2025.
Durante a Summer League de 2025, estreou pelos Raptors com 8 pontos, 7 rebotes, 3 roubos e 1 toco.

## Estilo de jogo
Murray‑Boyles é um ala forte e atlético, com envergadura de quase 2,15 m e alto QI de jogo, frequentemente comparado a Draymond Green pela sua versatilidade defensiva e capacidade de playmaking. Embora se destaque no garrafão e em assistências, ainda precisa melhorar seu arremesso de três e controlar turnovers ao atacar em transição.